# Шувариков, Василий Григорьевич
Василий Григорьевич Шувариков — советский хозяйственный, государственный и политический деятель, Герой Социалистического Труда.

## Биография
Родился в 1935 году в селе Новое Берёзово. Член КПСС.
С 1945 года — на хозяйственной, общественной и политической работе. В 1945—1998 гг. — конюх в селе Сотницыно, тракторист в колхозе «Большевик», на Сотницынском сахарном заводе, спиртзаводе, тракторист, звеньевой механизированного звена совхоза «Рязанский» Рязанского района Рязанской области, в ремонтной бригаде этого совхоза.
Указом Президиума Верховного Совета СССР от 11 декабря 1973 года присвоено звание Героя Социалистического Труда с вручением ордена Ленина и золотой медали «Серп и Молот».
Избирался депутатом Верховного Совета РСФСР 9-го созыва.
Живёт в совхозе «Рязанский» Рязанского района.